# Minden
Minden este un oraș din landul Renania de Nord-Westfalia, Germania. Are o populație de 83.000 de locuitori.

## Personalități născute aici
- Friedrich Wilhelm Bessel (1784 - 1846), matematician, astronom
- Caroline von Humboldt (1766 - 1829), soția lui Wilhelm von Humboldt